# Emilio Rivera
Emilio Rivera (San Antonio, 24 febbraio 1961) è un attore statunitense.

## Biografia
Di origini messicane, Emilio Rivera è il più grande di sette fratelli e crebbe nel quartiere di Elysian Valley a Los Angeles. Debuttò in televisione recitando in un piccolo ruolo nella serie TV Renegade. Da qui in poi partecipò ad altre serie quali NYPD - New York Police Department, Beverly Hills 90210, Walker Texas Ranger e JAG - Avvocati in divisa, fino a recitare in ruoli minori in diversi film. 

## Filmografia

### Cinema
- Mi familia (My Family), regia di Gregory Nava (1995)
- Il rompiscatole (The Cable Guy), regia di Ben Stiller (1996)
- Con Air, regia di Simon West (1997)
- Traffic, regia di Steven Soderbergh (2000)
- I gattoni (Tomcats), regia di Gregory Poirier (2001) - non accreditato
- Ali G, regia di Mark Mylod (2002)
- High Crimes - Crimini di stato (High Crimes), regia di Carl Franklin (2002)
- Confessioni di una mente pericolosa (Confessions of a Dangerous Mind), regia di George Clooney (2002)
- Il risolutore (A Man Apart), regia di F. Gary Gray (2003)
- Una settimana da Dio (Bruce Almighty), regia di Tom Shadyac (2003)
- Collateral, regia di Michael Mann (2004)
- Cake - Ti amo, ti mollo... ti sposo (Cake), regia di Nisha Ganatra (2005)
- Harsh Times - I giorni dell'odio (Harsh Times), regia di David Ayer (2005)
- Dick & Jane - Operazione furto (Fun with Dick and Jane), regia di Dean Parisot (2005)
- Spider-Man 3, regia di Sam Raimi (2007)
- La notte non aspetta (Street Kings), regia di David Ayer (2008)
- Act of Valor, regia di Mike McCoy e Scott Waugh (2012)
- Hitman: Agent 47, regia di Aleksander Bach (2015)
- Don't Worry, regia di Gus Van Sant (2018)
- Venom, regia di Ruben Fleischer (2018)
- 3 from Hell, regia di Rob Zombie (2019)
- Flamin' Hot, regia di Eva Longoria (2023)

### Televisione
- Renegade – serie TV, 1 episodio (1992)
- Le avventure di Brisco County Jr. (The Adventures of Brisco County, Jr.) – serie TV, 1 episodio (1993)
- Beverly Hills 90210 – serie TV, 1 episodio (1995)
- Unsolved Mysteries – serie TV, 1 episodio (1995)
- JAG - Avvocati in divisa (JAG) – serie TV, 1 episodio (1996)
- Beautiful (The Bold and the Beautiful) – soap opera, 7 puntate (1996-1997)
- Gli specialisti (Soldier of Fortune, Inc.) – serie TV, 2 episodi (1998)
- Walker Texas Ranger (Walker, Texas Ranger) – serie TV, 1 episodio (1998)
- NYPD - New York Police Department (NYPD Blue) – serie TV, 2 episodi (1998-2001)
- L.A. Heat – serie TV, 2 episodi (1999)
- X-Files (The X-Files) – serie TV, 1 episodio (2000)
- CSI - Scena del crimine (CSI: Crime Scene Investigation) – serie TV, 1 episodio (2003)
- Kojak – serie TV, 3 episodi (2005)
- Bones – serie TV, 1 episodio (2006)
- Shark - Giustizia a tutti i costi (Shark) – serie TV, 1 episodio (2006)
- My Name Is Earl – serie TV, 2 episodi (2006)
- Sons of Anarchy – serie TV, 31 episodi (2008-2014)
- Southland – serie TV, 1 episodio (2011)
- Law & Order - Unità vittime speciali (Law & Order: Special Victims Unit) - serie TV, 1 episodio (2013)
- Hand of God – serie TV, 6 episodi (2014-2017)
- Z Nation – serie TV, 11 episodi (2015-2016)
- Mayans M.C. – serie TV, 41 episodi (2018-2023)
- On My Block – serie TV, 8 episodi (2018-2021)
- Landman – serie TV, un episodio (2024)

## Doppiatori italiani
Nelle versioni in italiano delle opere in cui ha recitato, Emilio Rivera è stato doppiato da:
- Eugenio Marinelli in High Crimes - Crimini di stato, Law & Order - Unità vittime speciali, Sons Of Anarchy (st. 1-6)
- Roberto Draghetti in X-Files, Venom
- Diego Suarez in The Shield, Act of Valor
- Vladimiro Conti in Mayans M.C., Flamin' Hot
- Silvio Pandolfi in Robbery Homicide Division
- Paolo Marchese in Harsh Times - I giorni dell'odio
- Oscar Argiolas in La notte non aspetta
- Alessandro Ballico in CSI: NY
- Gianluca Machelli in The Mentalist
- Saverio Moriones in Sons Of Anarchy (st. 7)
- Mario Bombardieri in Hand of God
- Pasquale Anselmo in Z Nation
- Mauro Magliozzi in Landman